# Baudet du Poitou

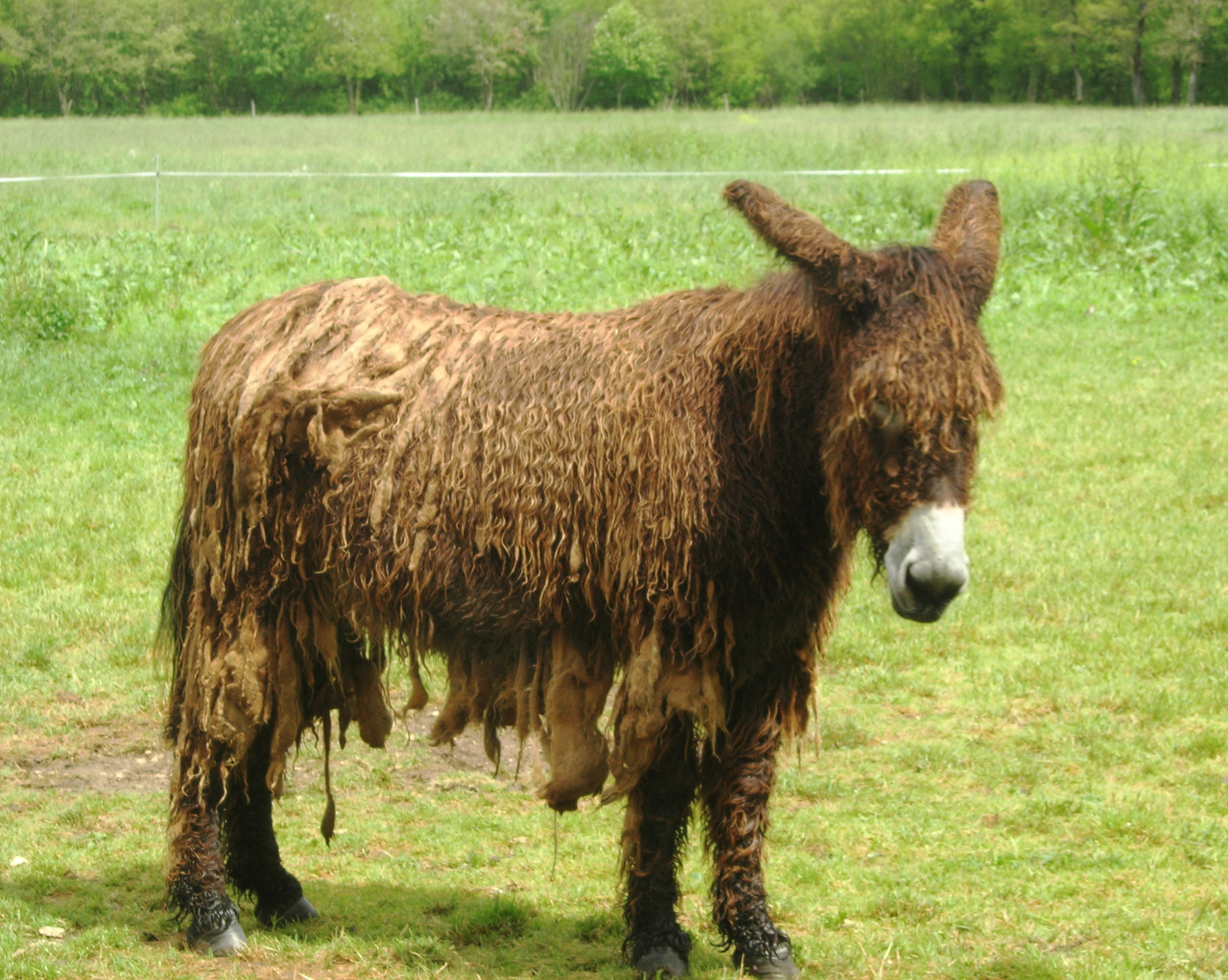
Baudet du Poitou

Baudet du Poitou är en ras av åsna och kommer ursprungligen från Nordafrika, där den domesticerades tidigt och följde sedan med under de olika invasionerna i Europa.
Poitou-åsnan dyker upp på 900-talet i Frankrike, främst då i samband med uppfödning i Poitou. Man använde då ston som kallades "mulassieres". Uppfödningen av mulor var viktig från 1200-talet till 1700-talet.
Poitou-åsnan exporterades regelbundet till länder utanför Frankrike, men från 1950 fram till mitten av 1970-talet försvann den mer och mer.
2001 påbörjades arbetet efter den avelsplan som tagits fram, arbetet med A- resp B-stamböckerna fortsätter (A-boken kom till 1884 och B-boken 1986) B-boken som innehåller korsningsdjuren är stängd sedan 1995 för nya djur (dock med vissa undantag).
Poitou-åsnan används knappt i arbete utan nästan uteslutande för att föda upp Poitou-åsnor och Poitou-mulor.
Arbetet med att rädda Poitou-åsnan är mer utvecklat än det arbete som bedrivs för att rädda Poitevinhästen. Bl.a. finns det en Fransk förening som heter SABAUD som dels är en viktig åsneägare dels en förening vars enda syfte är att bevara rasen.

## Standard

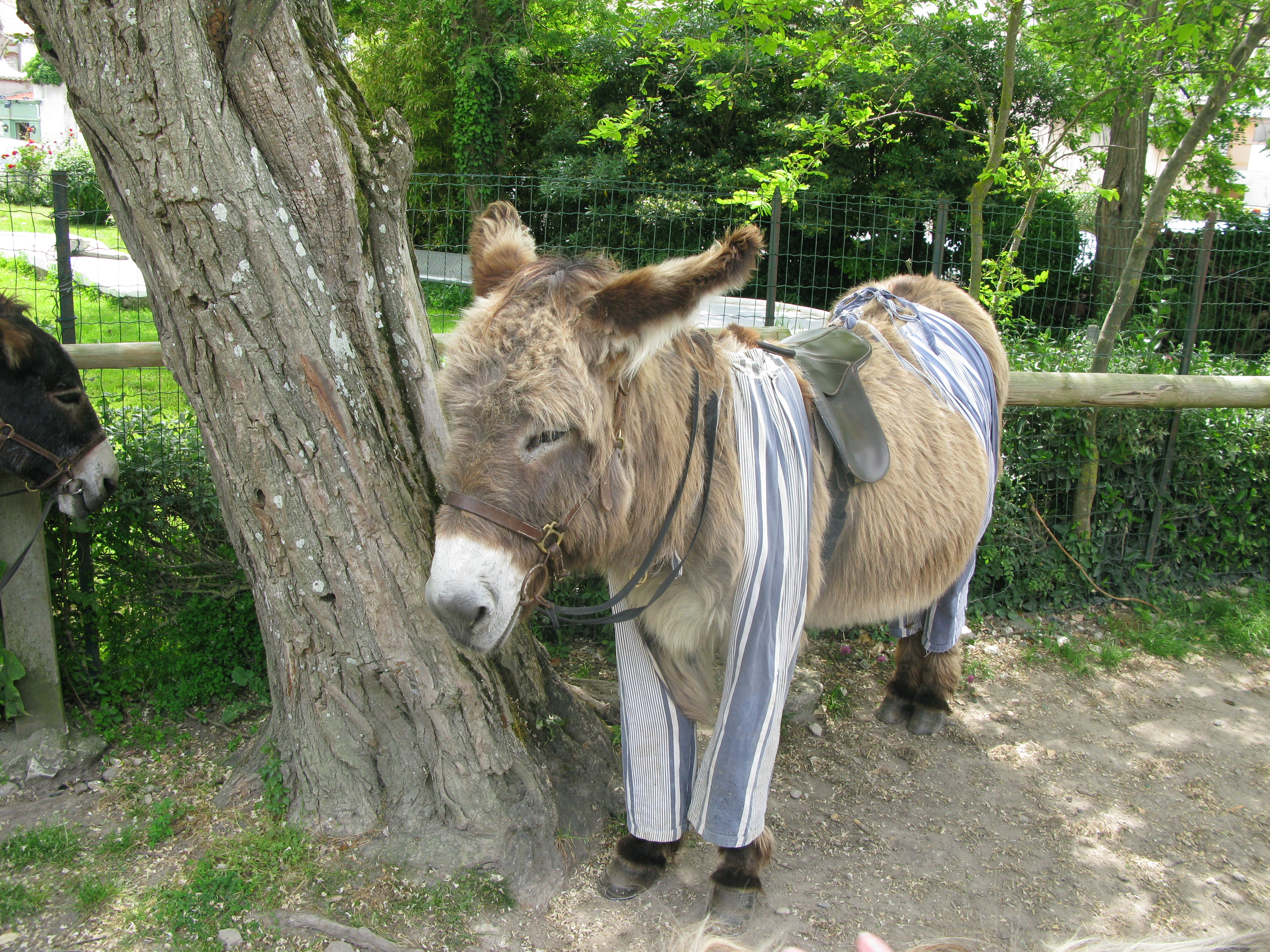
Baudet du Poitou, Saint-Martin-de-Ré

Stort och långt huvud, långa och väl öppna öron med långa hår. Kraftig hals, låg manke, rak och lång rygg, väl fästad korsrygg, föga framträdande höfter, kort länd. Långa och muskulösa lår, raka bogar, framträdande bröstben, rundade revben, mycket kraftiga leder, breda och öppna hovar som är täckta med hår.
Rödbrun hårrem som ibland är gulaktig. Kring mun, näsborrar och ögon silvergrå hårrem kantad av en rödaktig ring. Hårremmen får aldrig vara stickelaktig (grupper av vit päls utspridda i hårremmen), eller ha ett kors eller en ål (svart rand utefter rygglinjen från manken till svansen).
Magens undersida och insidan av låren är ljusgrå, utan att övergå i gulvitt.
Mankhöjd för åsnehingsten: 140-150 cm, mankhöjd för åsnestoet 135-145 cm.